# Marc Parejo
Marc Parejo Más (Barcelona, 16 de octubre de 1981) es un talentoso actor y cantante español.

## Carrera
Su primer papel en televisión fue en 2002, en la serie catalana de TV3, Psico Express, en un papel episódico.
En 2008 es elegido para representar el papel de Kenickie en el musical Grease, el musical de tu vida en el teatro Nuevo Alcalá de Madrid.
En 2009 se incorpora a Yo soy Bea en la segunda temporada dando vida a Ángel Nogales.
A esto le siguen papeles en series de televisión como El secreto de Puente Viejo, La que se avecina, Hospital Central, Cuéntame como pasó, Toledo, cruce de destinos y Amar en tiempos revueltos.
Desde 2015 hasta el 2021 interpretó a Felipe Álvarez-Hermoso en el serial televisivo, Acacias 38 de TVE emitida en La 1.
Compagina su faceta como actor con la música, como corista de la cantante americana, Kathy Autrey y también es el líder del grupo de
"Marvin Mark" del que es el vocalista.

## Filmografía

### Televisión
| Año         | Título                    | Personaje                  | Canal     | Notas           |
| ----------- | ------------------------- | -------------------------- | --------- | --------------- |
| 2002        | Psico Express             |                            | TV3       |                 |
| 2002        | Temps de silenci          |                            | TV3       |                 |
| 2007 - 2008 | El cor de la ciutat       | Jota                       | TV3       | 6 episodios     |
| 2009        | Yo soy Bea                | Ángel Nogales              | Telecinco | 134 episodios   |
| 2011        | Amar en tiempos revueltos | Juan Carlos Durán          | La 1      | 41 episodios    |
| 2011        | Hospital Central          | David                      | Telecinco | 1 episodio      |
| 2011        | La Riera                  | Gerard                     | TV3       | 1 episodio      |
| 2012        | Toledo, cruce de destinos |                            | Antena 3  | 1 episodio      |
| 2012 - 2014 | La que se avecina         | José Luis                  | Telecinco | 5 episodios     |
| 2014        | Cuéntame cómo pasó        | Sergio Uribe               | La 1      | 2 episodios     |
| 2015 - 2021 | Acacias 38                | Don Felipe Álvarez-Hermoso | La 1      | 1.396 episodios |
| 2023        | Entre tierras             | Alonso Herrero             | Antena 3  | 1 episodio      |

### Cortometrajes
| Año  | Título                  | Personaje | Director            |
| ---- | ----------------------- | --------- | ------------------- |
| 2008 | La autoridad competente | Pérez     | Pedro Saldaña       |
| 2012 | Café                    | David     | Eva María Fernández |
| 2019 | Camaleón                | Jaime     | Rubén Torrejón      |

### Programas de televisión
| Año  | Programa                          | Canal     | Notas                      |
| ---- | --------------------------------- | --------- | -------------------------- |
| 2009 | Gala Inocente, Inocente           | La 1      | Invitado                   |
| 2013 | ¡Qué tiempo tan feliz!            | Telecinco | Invitado                   |
| 2016 | Gala 60 años juntos               | TVE       | Invitado                   |
| 2016 | Telepasión española               | La 1      | Invitado                   |
| 2017 | El gran reto musical              | La 1      | Participante               |
| 2018 | Telepasión española               | La 1      | Intérprete                 |
| 2020 | Telepasión española               | La 1      | Invitado                   |
| 2020 | Cocina al punto con Peña y Tamara | La 1      | Invitado con Clara Garrido |